# Di fersztojsene
Di fersztojsene (polnischer Titel: Wydziedziczeni, deutsch Die Enterbten / Die Verstoßene) ist ein Stummfilm von Abraham Izaak Kamiński aus dem zaristischen Polen von 1912. Er basiert auf dem Theaterstück von Jankiel (Jakub) Waksman.

## Inhalt
Es geht um ein Erbe, das zunächst niemandem Glück bringt, weder den Erben, die wieder enterbt werden noch der Person, die verstoßen wird. 

## Produktionsnotizen
Di fersztojsene ist einer der frühen jiddischen Stummfilme in Polen, das zu der Zeit zum Russischen Reich gehörte. Die im Film auftretenden Schauspieler kamen aus dem jiddischen Theater von Abraham Kamiński in Warschau. Die literarische Vorlage bildet ein Theaterstück von Jankiel (Jakub) Waksman.
Dieser Stummfilm gilt als verschollen.